# Необмежена підводна війна

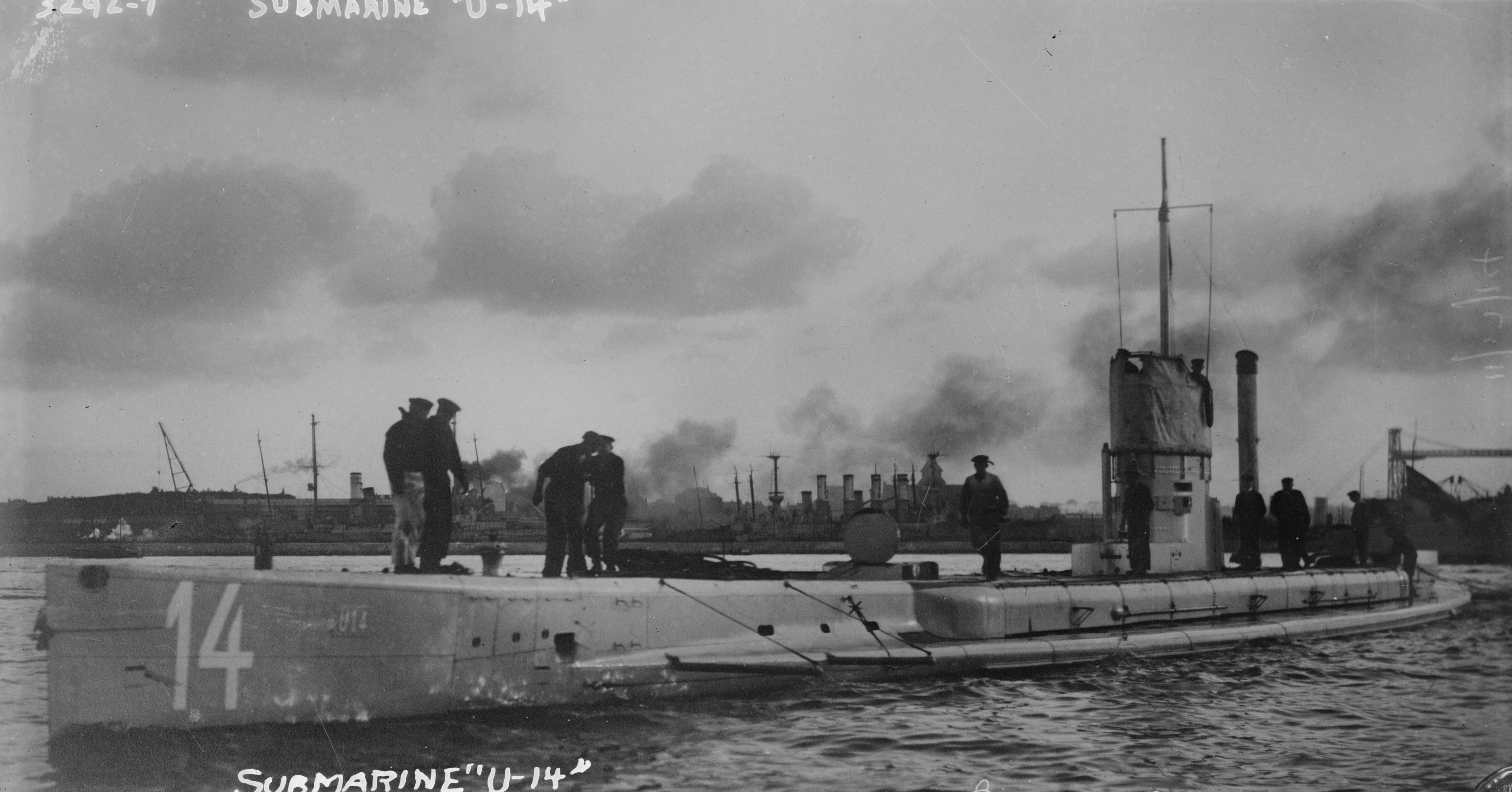
Німецький підводний човен

Необмежена підводна війна — тип підводної війни, при якому підводні човни топлять цивільні торгові і вантажні судна ворожих або нейтральних країн без попередження. Необмежена підводна війна порушує правила ведення морської війни, визначені гаазькими конвенціями 1907 року і Женевськими конвенціями 1949 року. Правила зобов'язують підводний човен піднятися на поверхню і помістити пасажирів та екіпаж судна у безпечне місце перед тим, як потопити корабель.

## Історія
Перше активне застосування підводних човнів з воєнними цілями відбулося в ході Громадянської війни у США (1861–1865). На початку XX століття підводні човни були прийняті на озброєння військово-морських флотів усіх найрозвиненіших світових держав.

### Під час Першої світової війни
Необмежена підводна війна вперше почала застосовуватися Німецькою імперією під час Першої світової війни з 1915 року (з перервами). Активним її прихильником був військово-морський міністр Альфред фон Тірпіц: він вважав, що необмежена підводна війна є найефективнішим способом прорвати британську морську блокаду.
Перший етап необмеженої підводної війни датується 1915 роком, коли Німеччина оголосила, що буде топити всі торгові судна в акваторії Великої Британії. Найрезонанснішим випадком було потоплення 7 травня 1915 трансатлантичного лайнера «Лузітанія» німецьким підводним човном U-20, внаслідок чого загинуло 1198 пасажирів. 15 травня США, понад 100 громадян яких перебували на судні, направили Німеччині ноту протесту. Широкої популярності набув, зокрема, Макс Валентінер, командувач підводного човна U-38, під командуванням якого німці потопили понад двадцять невійськових кораблів, внаслідок чого загинуло близько трьох тисяч цивільних осіб. В серпні 1915 року, після потоплення лайнера «Арабіка», німецьке командування під загрозою вступу у війну нейтральних на той момент Сполучених Штатів було змушене оголосити про відмову від необмеженої підводної війни.
На початку 1916 року підводна війна посилилася і знову сталися випадки використання підводних човнів проти цивільних суден, однак після рішучого протесту американців кайзер Вільгельм II заборонив таку практику. Не зумівши переконати імператора, у березні Альфред фон Тірпіц подав у відставку у зв'язку з незгодою із цим рішенням.
Однак до початку 1917 року становище Німеччини на Західному фронті значно погіршилося після невдалої військової кампанії 1916 року, зокрема колосальних людських втрат у Верденській битві і битві на Соммі та марних спроб прорвати британську морську блокаду. Новий начальник Генерального штабу Пауль фон Гінденбург виступив за відновлення необмеженої підводної війни. Командування розраховувало знищити майже 40% торгового флоту Великої Британії, внаслідок чого викликати цим голод в країні і підвищити таким чином шанси на свою перемогу. З 1 лютого 1917 необмежену підводну війну було офіційно розпочато. Внаслідок цього 3 лютого США розірвали дипломатичні відносини з Німеччиною.
Протягом лютого-квітня 1917 року німецькі підводні човни знищили більше 1000 торгових суден.
Відновлення необмеженої підводної війни поряд із потопленням «Лузітанії» за два роки до того стало однією з основних причин вступу Сполучених Штатів у війну в квітні 1917 року. Для захисту від необмеженої підводної війни країни Антанти ввели систему конвоїв для захисту цивільних кораблів, що дозволило знизити втрати. Усього за час Першої світової війни німецькі підводні човни потопили близько 2600 невійськових суден.

### Інтербелум
Внаслідок застосування Німецькою імперією необмеженої підводної війни країни намагалися обмежити або навіть повністю заборонити використання підводних човнів. Утім, ці наміри не були втілені в життя повністю. У 1930 році Французька республіка, Велика Британія, Японська імперія, Королівство Італія і США підписали Лондонський морський договір, який обмежував правила ведення підводної війни і морські озброєння країн-підписантів.

### Під час Другої світової війни
Під час Другої світової війни необмежена підводна війна застосовувалася під час битви за Атлантику (Третім Рейхом та Радянським Союзом одне проти одного, переважно на Балтійському морі) та на Тихому океані (Сполученими Штатами проти Японії).